# Colphepeira catawba
Colphepeira catawba là một loài nhện trong họ Araneidae.
Loài này thuộc chi Colphepeira. Colphepeira catawba được Richard C. Banks miêu tả năm 1911.